# Национальный музей имени А. В. Анохина
Национальный музей Республики Алтай имени А. В. Анохина (алт. А. В. Анохинниҥ адыла адалган эл музей) — одно из первых национальных научных и культурно-просветительских учреждений Республики Алтай. Андрей Викторович Анохин, именем которого называется музей — один из организаторов музея и первый его заведующий, российский и советский учёный-этнограф, композитор, просветитель, основоположник профессиональной музыки алтайцев. Современный музей — научно-методический центр музейного дела, основной хранитель Музейного фонда Республики. Расположен в столице Республики Алтай — городе Горно-Алтайске в специально для него построенном здании, в котором в 2008—2012 годах проведена большая реконструкция и расширение. Формирование фондов музея началось в 1918 году по инициативе Каракорум-Алтайской окружной управы и её председателя Г. И. Чорос-Гуркина.
По состоянию на 2021 год официальное полное наименование музея: Бюджетное учреждение Республики Алтай «Национальный музей имени А. В. Анохина», сокращённое: БУ РА «Национальный музей имени А. В. Анохина». Юридический статус — некоммерческая организация. Учредитель и собственник имущества музея — Республика Алтай. Функции и полномочия учредителя возложены на Министерство культуры Республики Алтай, а функции и полномочия собственника имущества — на Министерство имущественных отношений Республики. Финансирование деятельности музея проводится за счет поступлений от продажи услуг и субсидий из республиканского бюджета. В 2020 году стоимость билета для взрослого посетителя 250 рублей, для студентов 100 рублей, для пенсионеров и школьников 50 рублей.

## История создания
Изучение Алтая, его истории, населения привлекали учёных-исследователей и в XVIII, и в XIX веках. Пётр Симон Паллас, Николай Григорьевич Потанин, Пётр Александрович Чихачёв, Николай Константинович Рерих и многие другие в многочисленных экспедициях собирали большие этнографические, археологические, геологические и другие коллекции на Алтае. Однако всё это научное богатство уходило за пределы региона, тяготело к столичным и научным центрам России и Сибири. Ближайший музей в Барнауле был основан в 1823 году, в Горном Алтае же не было ни научных учреждений, ни необходимых кадров.
Революционные события 1917 года в Российской империи вызвали бурный рост национального самосознания народов Горного Алтая, в том числе и в виде интереса к истории и культуре. Возникшее в 1917 году на волне революции государственное образование алтайцев — Каракорум-Алтайскую окружную управу возглавил один из наиболее известных представителей алтайского народа — Г. И. Чорос-Гуркин. В 1918 году управой было принято решений о выкупе коллекций известной семьи коллекционеров-этнографов Гуляевых. 29 октября 1918 года с Николаем Степановичем Гуляевым, сыном Степана Ивановича Гуляева был заключен договор, с этого времени и началась история Национального музея.
Официальная история музея начинается с 1920-го года, когда коллегия Горно-Алтайского отдела народного образования на заседании 16 сентября решила «признать необходимость создания музея в Горном Алтае». Первые годы своей жизни будущий музей провел в переездах коллекций из-за отсутствия постоянного места для размещения. В августе 1920 года коллекции были перевезены в село Чемал, в марте 1920 года — в село Алтайское, бывшее тогда административным центром Горно-Алтайского уезда. В 1922 году была образована Ойротская автономная область с центром в селе Улала (современный Горно-Алтайск), и в 1923 году коллекции были перевезены туда. В 1924 году коллекции музея временно были вывезены в помещения женского монастыря в селе Кызыл-Озёк, а в 1925 году возвращены в столицу. В декабре 1926 года была образована секции краеведения методического бюро при Областном отделе народного образования и тогда же Ойротскому краеведческому музею было выделено небольшое каменное здание на Базарной площади, бывший дом-магазин купца Д. М. Тобокова. Музей размещался в этом здании до 1931 года. Для посетителей музей открылся 29 мая 1927 года.
Выдающуюся роль в организации музея сыграл А. В. Анохин, первый заведующий музеем. Более 20 лет жизни он посвятил сбору и изучению материалов по этнографии, фольклору, песенному и музыкальному творчеству народов юга Сибири и Алтая. Им было начато в 1925—1926 гг. краеведческое движение, вылившееся в создание «Общества друзей Ойротского краеведческого музея».
В 1931 г. музею было выделено три комнаты в здании бывшей лавки купца Бодунова, основную часть здания занимали Ойротская художественная школа и Ойротский областной архив. В 1933 году Ойротскому краеведческому музею передали всё это двухэтажное здание, в нём музей работал до 1989 года. По состоянию на 2021 год это строение — «Здание краеведческого музея» — отнесено к объектам культурного наследия регионального значения. Местные жители создали для него топоним «Старый музей».
В 1989 году было закончено строительство нового трёхэтажного здания музея.

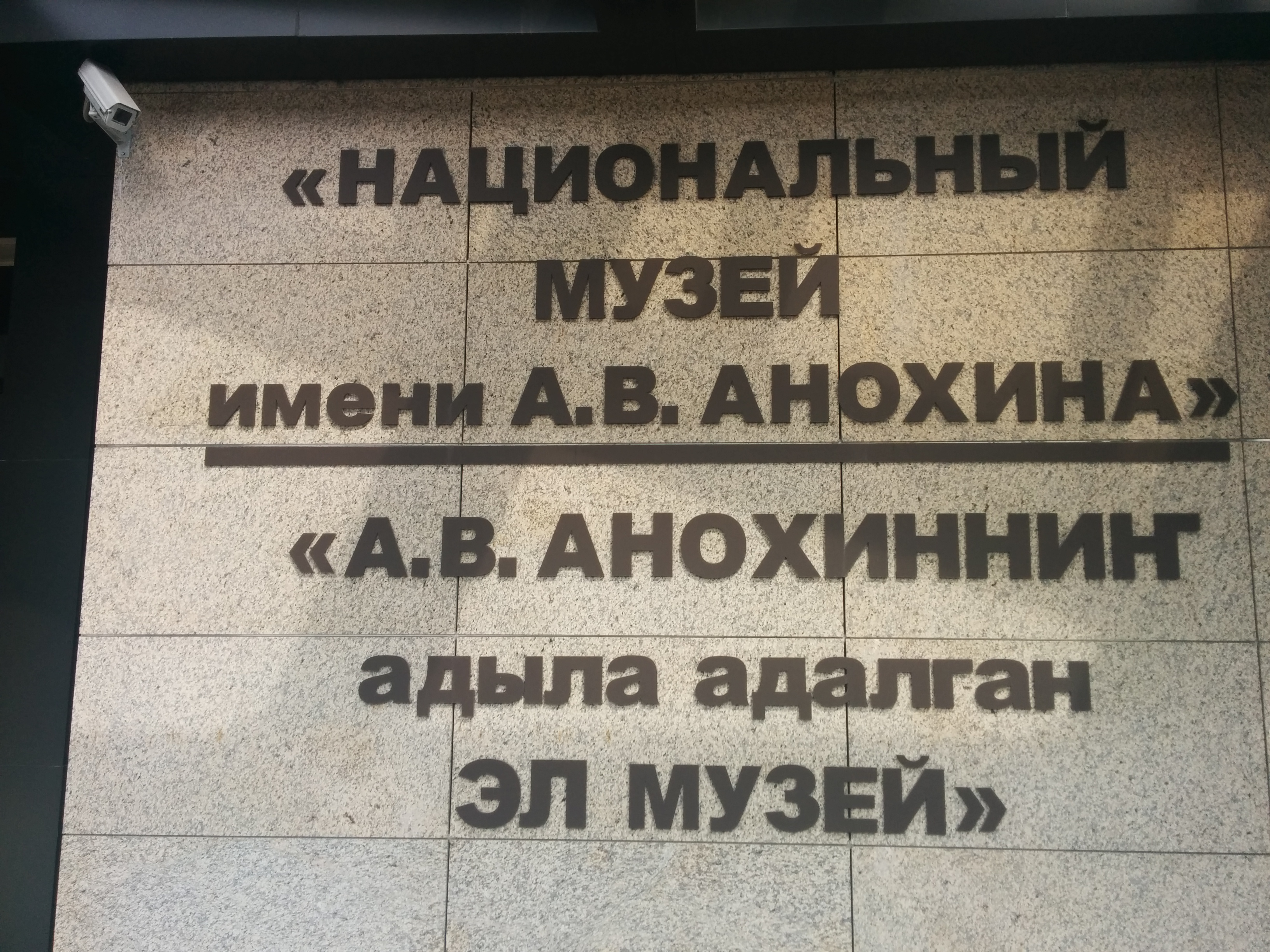
Название музея на русском и алтайском языках.

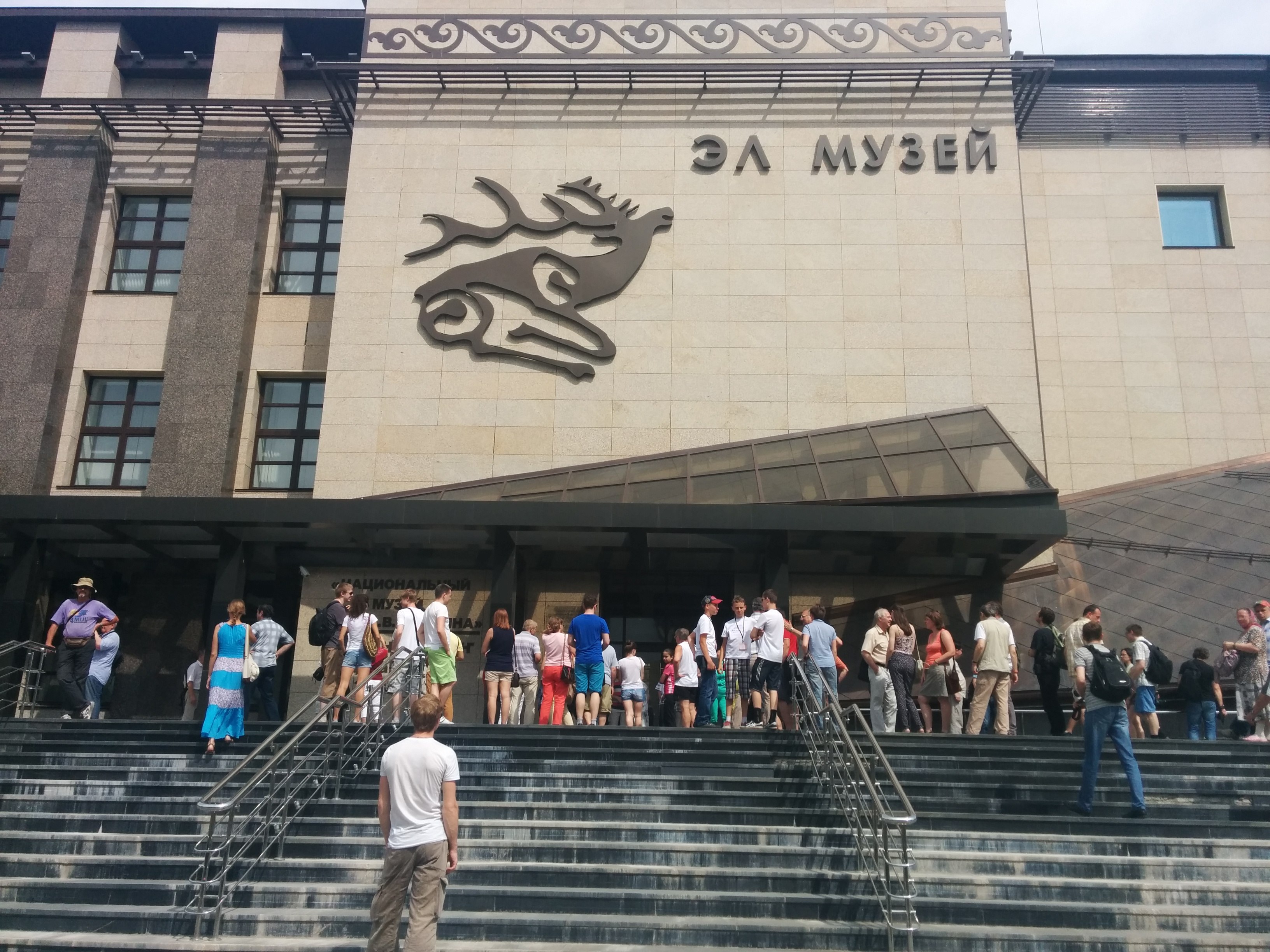
Новое здание музея.

28 мая 1990 года Горно-Алтайскому областному краеведческому музею было присвоено имя А. В. Анохина. В 2002 году Постановлением Правительства Республики Алтай музею присвоен статус национального.
В 2003—2004 гг. Национальным музеем был защищен проект реконструкции здания музея и расширения площадей под фондохранилища и мавзолей мумифицированного тела женщины пазырыкской культуры VIII—II веков до н. э., обнаруженного в 1993 году экспедицией Института археологии и этнографии СО РАН на плато Укок Кош-Агачского района Республики Алтай. Проект реконструкции музея, разработанный архитектурной мастерской Евгения Тоскина, в 2004 году удостоен приза конкурса градостроительства, архитектуры и дизайна «Золотая капитель».
В 2008—2012 годах на финансовые средства, пожертвованные ОАО «Газпром» была проведена реконструкция здания музея, построены дополнительные площади под фондохранилище, экспозиции и выставки. Общая стоимость строительства, согласно предоставленного сводного сметного проекта составила 750 млн рублей.
В музее и его филиалах работает около 80 человек (2021).

## Разделы экспозиции
Со времени приобретения первых коллекций исследователей Алтая музейный фонд пополнялся с каждым годом за счёт широкой краеведческой работы, в которой активно участвовали работники музея. Собраны обширные материалы по самым разным научным и культурным направлениям. Коллекции постоянно пополняются, анализируются, систематизируются, вводятся в научный и общественный оборот. Готовятся различные выставки и публикации, проводятся многочисленные мероприятия. В 1944 году музею была передана коллекция картин и рисунков незаконно репрессированного Г. И. Чорос-Гуркина, ранее конфискованных у него при аресте в 1937 году; ныне музей располагает самой обширной живописной коллекцией этого выдающегося представителя алтайского народа.
По состоянию на 2021 год в музее организованы экспозиции:
- Древняя история (залы 207—213)
- Природа (залы 101—104)
- Комплекс плато Укок (залы 111, 220)
- Этнография (залы 215—217)
- Современная история (залы 202—206, 219)

Изобразительное искусство (залы 304—306)  - Афанасьевская культура
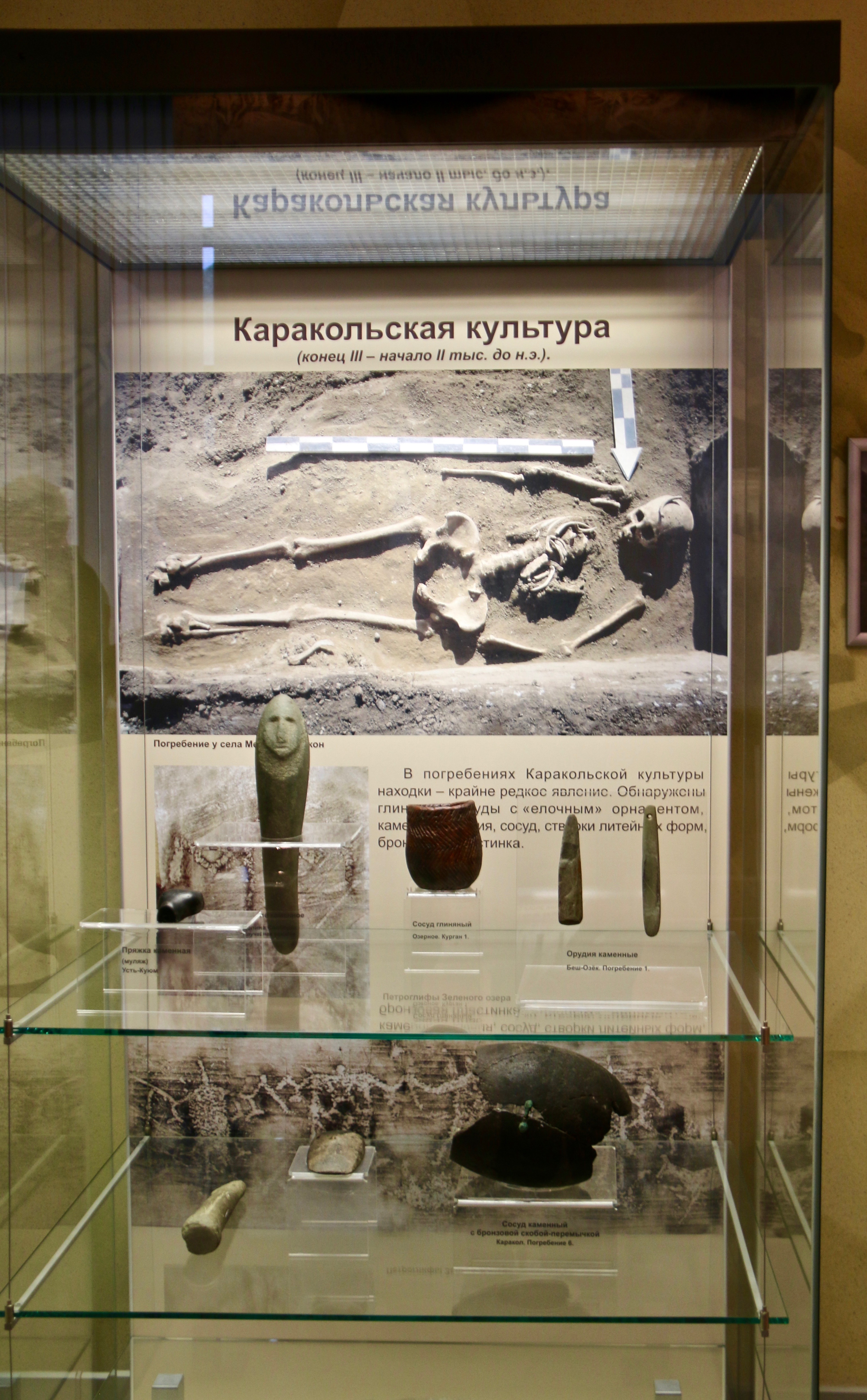
Каракольская культура
  - Каракольская культура

## Филиалы музея
По состоянию на 2021 год работают 5 филиалов Национального музея имени А. В. Анохина:
- Историко-этнографический музей теленгитов Чуи в селе Кокоря Кош-Агачского района[10]. Создан как школьный музей в начале 1980-х г.г. С 2008 года музей размещен в специально построенном для него здании[11] Статус филиала Национального музея имени А. В. Анохина придан в 2016 году[12].
- Музей алтайского сказителя Н. У. Улагашева в селе Паспаул Чойского района. Создан по постановлению Правительства Республики Алтай[13], торжественно открыт 18 марта 2013 года[14].
- Музей-усадьба Г. И. Чорос-Гуркина в селе Анос Чемальского района. Открыт 12 января 2012 года. Адрес: 649230, Республика Алтай, Чемальский р-н, с. Анос, ул. Центральная, д. 31[15].
- Музей казахов Алтая в селе Жана-Аул Кош-Агачского района[16]. Открыт 31 июля 1999 года в дни проведения Малого Курултая казахов Республики Алтай. Статус филиала Национального музея имени А. В. Анохина придан в 2003 году[17].
- Краеведческий музей имени И. В. Шодоева в селе Усть-Кан Усть-Канского района. Создан на базе школьного музея, с 1994 года — филиал Республиканского краеведческого музея, ныне Национального музея имени А. В. Анохина. Адрес: 649450, Республика Алтай, Усть-Канский р-н, с. Усть-Кан, ул. Ленинская, д. 103.